# Eparchia Latakii
Eparchia Latakii (łac. Eparchia Laodicenus Maronitarum) – eparchia Kościoła maronickiego w Syrii. Została ustanowiona w 1977 roku. 